# 鄭欄
鄭欄（越南语：／；？—？），越南黎中興朝第一代郑主鄭檢的祖父。去世時間不詳，忌日為農曆九月十五日，安葬於清華處紹天府永福縣汴上鄉（今屬清化省永祿縣永雄社汴上村）。
鄭主初追封鄭欄為上宰相演國公，後加封為演慶公。景興四十三年（1782年），聖祖盛王鄭森追尊鄭欄廟號肇祖，封號演慶王，諡號圓道。

## 家庭
- 夫人黃氏，追封敬妃，諡慈聰
  - 子福元公（惠郡公）鄭柏（鄭圓貞）
  - 子興祖毓德王鄭樓